# Франкевич Діана Олегівна
Діана Олегівна Франкевич (Матюхова; 21 березня 1999, Гнівань, Вінницька область) — українська волейболістка, догравальник. Учасниця всесвітньої студентської Універсіади 2019 року.

## Клуби
| Роки      | Команди                    |
| --------- | -------------------------- |
| 2015—2019 | «Медуніверситет» (Вінниця) |
| 2019—2021 | «Прометей» (Кам'янське)    |
| 2021—2022 | «Вандевр» (Нансі)          |
| 2022—2024 | «Дукла» (Ліберець)         |
| 2024—2025 | «Оломоуць»                 |
| 2025—     | «Вроцлав»                  |

## Досягнення
- Чемпіон України (1): 2021
- Володар кубка України (1): 2021
- Володар кубка Чехії (1): 2024

## Статистика
У міжнародних клубних турнірах:
| Сезон   | Клуб                    | Турнір         | Ігри | Сети | Очки | Ср.  | Примітки |
| ------- | ----------------------- | -------------- | ---- | ---- | ---- | ---- | -------- |
| 2019-20 | «Прометей» (Кам'янське) | Кубок виклику  | 2    | 6    | 12   | 2    |          |
| 2020-21 | «Прометей» (Кам'янське) | Ліга чемпіонів | 2    | 6    | 10   | 1,67 |          |
|         | «Прометей» (Кам'янське) | Кубок ЄКВ      | 1    | 1    | 0    | 0    |          |
| 2022-23 | «Дукла» (Ліберець)      | Кубок ЄКВ      | 2    | 5    | 21   | 4,2  |          |
| Всього  |                         |                |      |      |      |      |          |

- Ср. — середній показник результативності за один сет.